# Валентин Глушко
Валентин Петрович Глушко (рус. Валенти́н Петро́вич Глушко́) био је совјетски инжењер, и у време свемирске трке између САД и Совјетског савеза био је главни дизајнер ракетних мотора совјетског космичког програма.

## Биографија
Већ са 14 година почела је да га интересује аеронаутика, након што је прочитао дела Жила Верна. Зна се да је 1923. године написао писмо Константину Циолковском, чија се дела сматрају за основ модерне ракетне технике и аеронаутике. У Одеси је похађао трговачку школу, где је учио лимарски занат. По завршетку школе, уписао се на занат за уградњу хидрауличких компоненти. Прво је радио на мотажи, а затим је прешао да ради на стругу.
За време боравка у Одеси, Глушко је често експериментисао са разним експлозивима. Ови експлозиви сакупљени су из неексплодираних артиљеријских граната које је у повлачењу за собом оставила Бела гарда. У периоду 1924–1925. писао је чланке везане за истраживање Месеца, као и о употреби ракетних мотора које је предложио Циолковски за летове у свемир.
Након тога похађао је Лењинградски државни универзитет где је изучавао физику и математику, али је увидео да програми специјализације нису по његовом укусу. Наводно је без дипломирања напустио ову установу у априлу 1929. године. Од 1929–1930. посветио се истраживању ракетних технологија у Лабораторији за динамику гасова, где је основан одсек за испитивање течних ракетних горива и електромотора. Постао је члан Групе за истраживање реактивног кретања (рус. Группа изучения реактивного движения – ГИРД), која је основана у Лењинграду 1931. године.
Глушко је 23. марта 1938. године ухапшен од стране НКВД-а, у оквиру Велике чистке којом је руководио Јосиф Стаљин, и одведен у затвор Бутирка. Након тога, 15. августа 1939. године осуђен је на осам година принудног рада у Гулагу. Мада је званично био затвореник, Глушка су поставили да ради на разним аеронаутичким пројектима са осталим научницима који су такође били у Гулагу. Глушко је 1941. постављен на чело бироа за дизајнирање ракетних мотора на течно гориво. Посебним декретом коначно је ослобођен 1944. године. Он и Сергеј Корољов су 1944. године конструисали помоћни ракетни мотор РД-1 KhZ [sic] који је тестиран на авиону Лавочкин Ла-7. Ова летелица имала је задатак да брани престоницу од напада авиона Луфтвафеа са великих висина.
По завршетку Другог светског рата Глушко је послат у Немачку и делове источне Европе како би проучио ракете које су изумели нацистички инжењери. Године 1946. постао је главни дизајнер сопственог бироа, ОКБ 456, и на овој позицији је остао све до 1974. године. Овај биро играо је значајну улогу у развоју ракетних мотора унутар Совјетског савеза.
Његов дизајнерски биро ОКБ 456 (касније НПО Енергомаш) развио је следеће ракетне моторе: РД-101 са потиском од 340 kN, коришћен на пројектилу Р-2, затим РД-110 (1.180 kN) коришћен на Р-3, а након тога и РД-103 (430 kN) коришћен на пројектилу Р-5 Победа (НАТО ознака „SS-3 Shyster“). Пројектил Р-7 Семјорка за погон је користио (а и данас се користе на ракети Сојуз) четири Глушкова мотора РД-107 и један мотор РД-108. Затим је 1954. године почео са развојем мотора за пројектил Р-12 Двина (НАТО ознака SS-4 Sandal). Такође је постао главни снабдевач ракетним моторима Сергеја Корољова, који је пројектовао пројектил Р-9 Десна (НАТО ознака SS-8 Sasin). Међу његовим моторима истиче се ракетни мотор РД-170 на течно гориво.
Након што су американци успешно послали људе на Месец, премијер Леонид Брежњев је 1974. године угасио совјетски пројекат за слање људи на Месец. Спровео је консолидацију совјетског свемирског програма ставивши ОКБ-1 Василија Мишина (бивши дизајнерски биро Сергеја Корољова), као и многе друге бирое, под један кров, а директор тог новог великог бироа постао је Глушко. Касније је овај биро преименован у НПО Енергија. Глушко је прво отпустио Мишина, а затим и прекинуо пројекат ракете-носача Н-1 који је и сам већ дуго критиковао. Међутим, Глушко је и сам допринео да овај пројекат не постигне успешна лансирања, јер је одбијао да дизајнира ракетни мотор великог потиска за Корољова, наводно због несугласица између њих двојице око тога које ће се ракетно гориво користити – криогено или хиперголично.
Глушко се залагао за развој нове ракете-носача која ће бити довољно моћна да пренесе сав потребан терет за успостављање совјетске базе на Месецу. Међутим, амерички пројекат Аполо се до тада већ угасио, а руководство СССР-а желело је да се почне са развојем пандана америчком спејс-шатлу. Глушков тим налазио се у склопу совјетског министарства за машиноизградњу, на чијем је челу био Сергеј Афанасијев. Пред своју смрт, Глушко је за свог наследника одередио Бориса Губанова Архивирано на веб-сајту  (26. децембар 2014).
Умро је 10. јануара 1989. године од последица атеросклерозе артерија на мозгу. Сахрањен је на гробљу Новодевичје у Москви. Након Глушкове смрти, на његову умрлицу потписали су се многи водећи чланови Комунистичке партије Совјетског Савеза, а међу њима и Михаил Горбачов. Тек након смрти, јавност земаља СССР-а сазнала је колико важну улогу је Глушко играо у совјетском програму истраживања свемира. Дуги низ година Глушко је радио у сенци Сергеја Корољова, и у тим годинама није добијао поштовање које је свакако заслужио. Глушко је имао репутацију тврдоглавог човека.

## Награде и одликовања
- Орден јунака социјалистичког рада, два пута (1956. и 1961)
- Орден Лењина, пет пута (1956, 1958, 1961, 1968. и 1978)
- Орден Октобарске револуције, (1971)
- Орден црвене заставе за рад, (1945)
- Јубиларна медаља „Обележавање стогодишњице рођења Владимира Иљича Лењина“, (1970)
- Јубиларна медаља „Тридесет година од победе у Великом отаџбинском рату 1941-1945“, (1975)
- Јубиларна медаља „Четрдесет година од победе у Великом отаџбинском рату 1941-1945“, (1985)
- Медаља „За велики труд у Великом отаџбинском рату 1941-1945“, (1945)
- Медаља „Ветеран рада“, (1984)
- Медаља „У част 800 година Москве“, (1948)
- Лењинова награда, (1957)
- Стаљинова награда, два пута (1967. и 1984)
- Златна медаља, Академија наука Циолковски, СССР, (1958)
- , FAI, (1967)
- Почасни грађанин Корољова
- Астероид 6357, откривен 1976. године, назвао је у Глушкову част астроном Николај Черњих
- Кратер Глушко на Месецу назван је у његову част
- Алеја у престоници Украјине – Кијеву названа је у Глушкову част